# Лотаринзьке королівство
Лотаринзьке королівство або Лотарингія (лат. Regnum Lotharii, Lotharii Regnum, Lotharingia; фр. Lotharingie; нім. Reich des Lothar, Lotharingien, Mittelreich) — середньовічне королівство-спадкоємець Каролінзької імперії, а пізніше герцогство Священної римської імперії, що включало сучасні Нідерланди, Бельгію, Люксембург, а також Північний Рейн-Вестфалію, Рейнланд-Пфальц і Саар в Німеччині і Лотарингію у Франції. Отримало назву на честь свого першого короля Лотара II, що правив в 855—869 роках.
Лотарингське королівство постало внаслідок поділу на три частини у 855 році королівства Середня Франкія, яке саме було сформовано після поділу на три частини імперії Каролінгів за Верденським договором 843 року. Надалі стало ареною боротьби між Східним та Західним Франкським королівствами, що намагались приєднати ці землі до себе. Їх бажання підкорити Лотарингію обумовлювались тим, що ці багаті землі включали Австразію, прабатьківщину франків і тому володіння ними мало великий престиж і приносило чималий прибуток.

## Назва
Оскільки Лотарингії бракувало єдиної історичної чи етнічної ідентичності, сучасники не були певні, як її назвати, і так вона стала називатись regnum quondam Lotharii or regnum Lotharii (з лат. королівство Лотара), а її жителі Lotharii (від Lotharius), Lotharienses (від Lothariensis) та Lotharingi (що дало сучасну нідерландську, німецьку та люксембурзьку назву провінції Lotharingen, Lothringen, та Lothringen відповідно). Пізніша назва, утворена германським суфіксом -ing, що вказує на родові або родинні стосунки, породила латинський термін Lotharingia (від латинського суфікса -ia, що позначає країну) в X столітті. Пізніші французькі назви, такі як Lorraine та Lothier, походять від цього латинського терміна.

## Середнє Франкське королівство (843—855)
У 817 році імператор Людовик Благочестивий склав плани поділу імперії Каролінгів після своєї смерті між трьома синами — Лотарем, Піпіном, і Людовиком. У 823 році у другої дружини Людовика Юдіт Баварської народився ще один спадкоємець, Карл. Коли Людовик намагався у 833 році повторно розділити імперію з врахуванням інтересів Карла, він зустрів протидію своїх дорослих синів. В результаті цього почалися десятиліття громадянської війни та нетривких союзів, що переривались короткими періодами миру.
Піпін помер у 838 році, а Людовик Благочестивий у 840. Решта троє братів уклали мир і розділили Імперію за Верденським договором 843 року. Лотар, як найстарший, зберіг імператорський титул і отримав довгу смугу територій, що простягнулись від Північного моря до південної Італії. Логіка поділу полягала в тому, що Лотар зберігав корону Італійського королівства, яким він правив за Людовика Благочестивого, і що як імператор він повинен правити в Аахені, столиці першого імператора Каролінгів Карла Великого, і в Римі, древній столиці імператорів. Середнє Франкське королівство (лат. Francia Media), таким чином, включало території між Аахеном та Римом, а історики називали її «Лотаринзька вісь».

## Лотарингзьке королівство (855—900)
У 855 році, коли Лотар I помирав у Прюмському абатстві, він в свою чергу Прюмським договором розділив Середнє Франкське королівство між трьома синами. Старший син, Людовік II, отримав Італійське королівство з імператорським титулом. Наймолодшому, ще неповнолітньому, Карлу дісталось Прованське королівство, що складалось з Прованського графства і Нижньої Бургундії, а середньому сину, Лотару II, відійшла Верхня Бургундія і решта територій до Північного моря, що утворили Лотаринзьке королівство, якому не вистачало етнічної чи мовної єдності.
Лотар II правив з Аахена і не виходив за межі свого королівства. Після смерті у 869 році він не залишив по собі законних дітей, лише одного позашлюбного сина Гуго. Його дядьки, король Східної Франкії Людовик Німецький та Західної Франкії Карл Лисий (який хотів правити всією Лотарингією) погодились розділити Лотарингію між собою за Мерсенським договором 870 року — західна половина відійшла до Західної Франкії, а східна до Східної Франкії. Таким чином, Лотарингія, як об'єднане королівство, на кілька років припинила своє існування. У 876 році Карл Лисий вторгся на схід Лотарингії з наміром захопити її, але був розбитий поблизу Андернаха Людовиком Німецьким.
У 879 році син Людовика, король Людовик Молодший, був запрошений частиною західнофранкської знаті, щоб змінити на престолі Західної Франкії короля Людовіка Заїку, сина Карла. Після нетривалої війни молоді сини Людовика Заїки, Карломан II та Людовик III, віддали Людовику Молодшому західну Лотарингію. Межа між двома королівствами була встановлена в Сен-Кантені у 880 році Рибмонською угодою.
У листопаді 887 р. Арнульф Каринтійський скликав раду східнофранкської знаті, щоб скинути імператора Карла Товстого, який до 884 року успадкував престоли всіх королівств Імперії. Лотаринзька аристократія, намагаючись відстояти своє право обирати суверена, приєдналася до інших східнофранкських дворян шоб скинути Карла Товстого у 887 році, і обрала Арнульфа своїм королем. Правлінню Арнульфа у Східній Франкії спочатку протистояв Гвідо III Сполетський, який став королем Італії, та Рудольф I Бургундський, який був обраний королем у південній частині колишньої Середньої Франкії — Верхній Бургундії. Рудольф мав намір встановити себе королем над усім колишнім королівством Лотара II, але йому довелося задовольнитися Бургундією.
Арнульф переміг вікінгів у 891 році і виселив їх із їхніх поселень у Левені. У 895 році він призначив свого бастарда Цвентібольда королем Лотарингії, який правив напівнезалежно, доки його не скинув і не вбив Регінар 13 серпня 900 року. Потім королівство припинило своє існування та стало герцогством.

## Лотаринзьке герцогство (900—959)

Розділ Лотарингії в 959 році Блакитний: Ельзас, переданий Швабському герцогству в 925 році Помаранчевий: Верхня Лотарингія після 928 року Зелений: Нижня Лотарингія після 977 року

Молодий король Східної Франкії Людовик Дитя призначив Гебхарда герцогом Лотарингії у 903 році. Його титул був записаний на тодішній латині як dux regni quod a multis Hlotharii dicitur: «герцог королівства, яке багато хто називає Королівство Лотара». Він загинув у 910 році в бою з угорськими загарбниками. Коли в 911 р. не Каролінг Конрад I з Німеччини був обраний королем Східної Франкії, лотаринзьке дворянство під керівництвом нового герцога Регінара проголосувало за приєднання свого герцогства до Західної Франкії, якою все ще керувала династія Каролінгів. У 915 році Карл нагородив його, надавши титул маркграфа. Регінару наслідував його син Гізельберт, який використовував титул Dux Lotharingiae: «герцог Лотарингії».
Коли західні франки скинули Карла Простакуватого у 922 році, він залишився королем у Лотарингії, звідки в 923 році намагався відвоювати своє королівство. Він був схоплений і ув'язнений Гербертом II Вермандуа до його смерті в 929 р. У 923 р. Король Генріх I Птахолов із Східної Франкії скористався цією можливістю і вторгся в Лотарингію (включаючи Ельзас). У 925 році лотарингці під проводом Гізельберта обрали своїм королем Генріха. У 930 році відданість Гізельберта була винагороджена, і він отримав престижний шлюб із дочкою Генріха Гербергою Саксонською.
Після смерті Генріха у 936 році Гізельберт збунтувався і спробував змінити сюзерена Лотарингії на Західну Франкію, оскільки їх король Рудольф був слабким і менше втручався в місцеві справи. У 939 році син і наступник Генріха Оттон I, імператор Священної Римської імперії, вторгся в Лотарингію, і в битві при Андернаху переміг Гізельберта, який втопився, намагаючись втекти за Рейн.
Герцоги Лотаринзькі стали згодом королівськими призначенцями. Генріх I був герцогом два роки, а в 941 році герцог Оттон, за яким в 944 році пішов Конрад. Лотарингія була перетворена в племінне герцогство, герцоги якого мали право голосу на імперських виборах. У той час як інші племінні герцогства мали племінну або історичну ідентичність, ідентичність Лотарингії була виключно політичною.
Король Західної Франкії Людовик IV намагався зберегти претензії на Лотарингію, одружившись на вдові Гізельберта та сестрі Оттона Герберзі. У свою чергу, Оттон I прийняв присягу на вірність Гуго Великого із Західної Франкії та Герберта II Вермандуа в Аттіньї в 942 році. Слабкому Людовику IV не залишалося іншого вибору, як погодитися на продовження сюзеренітету Оттона над Лотарингією. У 944 році Західна Франкія вторглася в Лотарингію, але відступила після того, як Оттон відповів мобілізацією великої армії під керівництвом Германа, герцога Швабії.

## Розділ 959 року та подальша історія
У 953 році герцог Конрад повстав проти Оттона I, був усунений від влади і замінений братом Оттона Бруно Великим, який остаточно приніс мир у Лотарингію у 959 році, розділивши її на південну Lotharingia superior (Верхня Лотарингія) під керівництвом Фрідріха I і північну Lotharingia inferior (Нижня Лотарингія) під головуванням Годфріда І.
У 978 році король Західної Франкії Лотар вторгся в цей регіон і захопив Аахен, але Оттон II, імператор Священної Римської імперії, здійснив контратаку і досяг стін Парижа. У 980 році Лотар відмовився від своїх прав на Лотарингію.
За винятком одного короткого періоду (1033—1044, під керівництвом Гоцело I), поділ ніколи не було скасовано, і маркграфи незабаром перетворили свої окремі феодальні уділи на герцогства. У ХІІ столітті герцогська влада в Нижній Лотарингії роздробилася, спричинивши утворення Лімбурзького і Брабантського герцогств, правителі яких зберегли титул «герцога Лотьє» (похідне від «Лотарингія»). Із зникненням «нижньої» Лотарингії як єдиного герцогства, герцогство Верхня Лотарингія (або Лоррейн) залишилось єдиним референтом для назви «Лотарингія» (Лоррейн) в межах Священної Римської імперії.
Після століть французьких вторгнень та окупацій, Лотарингія остаточно відійшла до Франції наприкінці Війни за польську спадщину (1737). У 1766 році герцогство було успадковане французькою короною і стало називатись Лорен. У 1871 році після франко-прусської війни північні частини Лотарингії були об'єднані з Ельзасом, та стали провінцією Ельзас-Лотарингія в Німецькій імперії. Сьогодні більша частина французької сторони франко-німецького кордону належить до регіону Лоррейн у Франції.

### Первинні джерела
- Annales vedastini в The Latin Library [Архівовано 25 грудня 2010 у Wayback Machine.].
- Annales xantenses qui dicuntur в The Latin Library [Архівовано 2 листопада 2020 у Wayback Machine.].

### Вторинні джерела
- Bartholomew, John, and Wakelyn Nightingale. Monasteries and Patrons in the Gorze Reform: Lotharingia C.850-1000 (2001)
- Clark, Samuel. State and Status: The Rise of the State and Aristocratic Power in Western Europe (1995) pp 53–79 уривок
- MacLean, Simon. (2013). «Shadow Kingdom: Lotharingia and the Frankish World, c.850–c.1050». History Compass, 11: 443—457.
- Timothy Reuter, ed. The New Cambridge Medieval History, III: c. 900–c. 1024, Cambridge: Cambridge University Press, 2005. уривки

## Додаткова література
- Ascherson, Neal, «A Mess of Tiny Principalities» (review of Simon Winder, Lotharingia: A Personal History of Europe's Lost Country, Farrar, Straus, and Giroux, 2019, 504 pp.), The New York Review of Books, vol. LXVI, no. 20 (19 December 2019), pp. 66–68.